# Jürgen Bartsch
Jürgen Bartsch, urodzony jako Karl-Heinz Sadrozinski (ur. 6 listopada 1946 w Essen, zm. 28 kwietnia 1976 w Lippstadt) – niemiecki seryjny morderca i pedofil, który w latach 1962–1966 zgwałcił i zamordował w Wuppertalu czterech chłopców.

## Młodość
Jürgen Bartsch urodził się w 1946 roku jako Karl-Heinz Sadrozinski, będąc nieślubnym dzieckiem belgijskiego górnika Adolfa Petersa i Elisabeth Anny Sadrozinski w szpitalu miejskim w Essen. Jego jego biologiczna matka zmarła na gruźlicę pięć miesięcy po jego narodzinach. 
W wieku 11 miesięcy chłopiec został adoptowany przez bezdzietne małżeństwo rzeźnika Gerharda Bartscha i jego żony Gertrud. Chłopiec wychowywał się wraz z adopcyjnymi rodzicami w Langenbergu pod nazwiskiem Jürgen Bartsch. Był całkowicie odizolowany od innych dzieci, dopóki nie poszedł do szkoły w wieku sześciu lat. Adopcyjna matka, która cierpiała na zaburzenia obsesyjno-kompulsywne, zabraniała chłopcu bawić się z innymi dziećmi, w obawie, że ten się pobrudzi. Ponadto osobiście kąpała go do 19 roku życia, gdyż uważała, że sam Jürgen robi to niedokładnie. Jürgen przez całe dzieciństwo miał podpatrywać ojca, który ćwiartował zwierzęta i ociosywał ich kości z mięsa. W 1958 trafił do katolickiej szkoły z internatem prowadzonym przez salezjanów w klasztorze Marienhausen w Rüdesheim am Rhein, gdzie podał ofiarą molestowania przez jednego z duchownych.

## Zbrodnie
Pierwszych gwałtów na chłopcach Bartsch dopuścił się w 1960 roku, gdy uczęszczał do katolickiej szkoły z internatem. W 1962 roku dopuścił się pierwszego morderstwa. Zwabił 8-letniego Klausa Junga do opuszczonego szybu górniczego, zmusił do rozebrania się do naga, a następnie związał i zakneblował. Bezbronnego chłopca zgwałcił i udusił. By mieć pewność, że Jung nie żyje, zadał mu kilka ciosów młotkiem w głowę. Zwłoki chłopca poćwiartował. Z ciała miał wyciąć pośladki. Bartsch przyznał podczas przesłuchania, że podniecał go widok poćwiartowanych zwłok. Fragmenty zwłok zakopał w głębi kopalnianego szybu. Schemat ten powtarzał przy kolejnych morderstwach. W czerwcu 1966 roku Bartsch zwabił do szybu i związał swą piątą ofiarę, jednak chłopiec uwolnił się i uciekł pod nieobecność Bartscha, którego aresztowano cztery dni później.

## Ofiary Bartscha
| Lp. | Ofiara           | Wiek | Data             |
| --- | ---------------- | ---- | ---------------- |
| 1.  | Klaus Jung       | 8    | 31 marca 1962    |
| 2.  | Peter Fuchs      | 13   | 6 sierpnia 1965  |
| 3.  | Ulrich Kahlweiß  | 12   | 14 sierpnia 1965 |
| 4.  | Manfred Graßmann | 11   | 6 maja 1966      |

## Proces i śmierć
W grudniu 1967 roku Jürgen Bartsch został skazany na dożywocie. W 1971 roku sąd zmniejszył mu wyrok do 10 lat pozbawienia wolności i nakazał przeniesienie do szpitala psychiatrycznego. Powodem był młody wiek Bartscha w momencie popełniania zbrodni. Przed opuszczeniem zakładu Bartsch zgodził się dobrowolnie poddać chemicznej kastracji. W trakcie zabiegu Bartsch zmarł, a przyczyną jego śmierci był błąd lekarza, który podał mu zbyt duża dawkę leku znieczulającego.